# Korea Południowa na Zimowych Igrzyskach Olimpijskich 2014
Korea Południowa na Zimowych Igrzyskach Olimpijskich 2014 – kadra sportowców reprezentujących Koreę Południową na igrzyskach w 2014 roku w Soczi. Kadra liczyła 71 sportowców. Zdobyli oni 8 medali: 3 złote, 3 srebrne oraz 2 brązowe, zajmując 13. miejsce w klasyfikacji medalowej.

## Medale
| Medal  | Zawodnik                                                        | Sport                | Wydarzenie              | Data      |
| ------ | --------------------------------------------------------------- | -------------------- | ----------------------- | --------- |
| złoto  | Lee Sang-hwa                                                    | łyżwiarstwo szybkie  | 500 m kobiet            | 11 lutego |
| złoto  | Cho Ha-ri Park Seung-hi Shim Suk-hee Kim A-lang Kong Sang-jeong | short track          | Sztafeta kobiet         | 18 lutego |
| złoto  | Park Seung-hi                                                   | short track          | 1000 m kobiet           | 21 lutego |
| srebro | Shim Suk-hee                                                    | short track          | 1500 m kobiet           | 15 lutego |
| srebro | Kim Yu-na                                                       | łyżwiarstwo figurowe | Solistki                | 20 lutego |
| srebro | Joo Hyong-jun Kim Cheol-min Lee Seung-hoon                      | łyżwiarstwo szybkie  | Bieg drużynowy mężczyzn | 22 lutego |
| brąz   | Park Seung-hi                                                   | short track          | 500 m kobiet            | 13 lutego |
| brąz   | Shim Suk-hee                                                    | short track          | 1000 m kobiet           | 21 lutego |

## Skład reprezentacji

### Biathlon

#### Mężczyźni
- Lee In-bok

| Konkurencja       | Zawodnik   | Czas    | Strzelanie | Miejsce |
| ----------------- | ---------- | ------- | ---------- | ------- |
| Sprint            | Lee In-bok | 28:35.9 | 0+1        | 82.     |
| Bieg pościgowy    | Lee In-bok | -       | -          | -       |
| Bieg indywidualny | Lee In-bok | 57:29.0 | 0+1+0+0    | 73.     |
| Bieg masowy       | Lee In-bok | -       | -          | -       |
| Sztafeta          | Lee In-bok | -       | -          | -       |

#### Kobiety
- Mun Ji-hee

| Konkurencja       | Zawodniczka | Czas    | Miejsce |
| ----------------- | ----------- | ------- | ------- |
| Sprint            | Mun Ji-hee  | 24:32.0 | 74.     |
| Bieg pościgowy    | Mun Ji-hee  | -       | -       |
| Bieg indywidualny | Mun Ji-hee  | 54:06.7 | 69.     |
| Bieg masowy       | Mun Ji-hee  | -       | -       |
| Sztafeta          | Mun Ji-hee  | -       | -       |

### Biegi narciarskie

#### Mężczyźni
- Hwang Jun-ho

| Konkurencja                         | Zawodnik     | Finały  | Finały  |
| Konkurencja                         | Zawodnik     | Czas    | Miejsce |
| ----------------------------------- | ------------ | ------- | ------- |
| Bieg łączony                        | Hwang Jun-ho | LAP     | 68.     |
| Bieg indywidualny stylem klasycznym | Hwang Jun-ho | 44:34.8 | 68.     |

#### Kobiety
- Lee Chae-won

| Konkurencja                         | Zawodniczka  | Finały    | Finały  |
| Konkurencja                         | Zawodniczka  | Czas      | Miejsce |
| ----------------------------------- | ------------ | --------- | ------- |
| Bieg łączony                        | Lee Chae-won | 44:17.2   | 54.     |
| Bieg indywidualny stylem klasycznym | Lee Chae-won | 32:16.9   | 51.     |
| Bieg masowy stylem dowolnym         | Lee Chae-won | 1:16:38.2 | 36.     |

### Bobsleje

#### Mężczyźni
- Jun Jung-lin
- Kim Dong-hyun
- Kim Kyung-hyun
- Kim Sik
- Oh Jea-han
- Seo Young-woo
- Suk Young-jin
- Won Yun-jong

| Konkurencja      | Zawodnicy                                             | 1. przejazd | 1. przejazd | 2. przejazd | 2. przejazd | 3. przejazd | 3. przejazd | 4. przejazd | 4. przejazd | Suma    | Suma    |
| Konkurencja      | Zawodnicy                                             | Czas        | Miejsce     | Czas        | Miejsce     | Czas        | Miejsce     | Czas        | Miejsce     | Czas    | Miejsce |
| ---------------- | ----------------------------------------------------- | ----------- | ----------- | ----------- | ----------- | ----------- | ----------- | ----------- | ----------- | ------- | ------- |
| Dwójki mężczyzn  | Kim Dong-hyun Jun Jung-lin                            | 57.78       | 25.         | 57.76       | 24.         | 57.73       | 24.         | NQ          | NQ          | 3:53.27 | 25.     |
| Dwójki mężczyzn  | Seo Young-woo Wong Yun-jong                           | 57.41       | 18.         | 57.20       | 18.         | 57.58       | 21.         | 57.08       | =16.        | 3:49.27 | 18.     |
| Czwórki mężczyzn | Jun Jung-lin Seo Young-woo Suk Young-jin Won Yun-jong | 55.82       | 21.         | 55.97       | 20.         | 56.25       | 22.         | 55.88       | =17.        | 3:44.22 | 20.     |
| Czwórki mężczyzn | Kim Dong-hyun Kim Kyung-hyun Kim Sik Oh Jea-han       | 56.98       | 30.         | 56.77       | 29.         | 56.89       | 29.         | NQ          | NQ          | 2:50.64 | 28.     |

#### Kobiety
- Kim Sun-ok
- Shin Mi-hwa

| Konkurencja   | Zawodniczki            | 1. przejazd | 1. przejazd | 2. przejazd | 2. przejazd | 3. przejazd | 3. przejazd | 4. przejazd | 4. przejazd | Suma    | Suma    |
| Konkurencja   | Zawodniczki            | Czas        | Miejsce     | Czas        | Miejsce     | Czas        | Miejsce     | Czas        | Miejsce     | Czas    | Miejsce |
| ------------- | ---------------------- | ----------- | ----------- | ----------- | ----------- | ----------- | ----------- | ----------- | ----------- | ------- | ------- |
| Dwójki kobiet | Kim Sun-ok Shin Mi-hwa | 1:00.09     | 19.         | 1:00.02     | 18.         | 1:00.44     | 18.         | 1:00.26     | 18.         | 4:00.81 | 18.     |

### Curling

#### Kobiety
- Kim Ji-sun (skip)
- Gim Un-chi
- Shin Mi-sung
- Lee Seul-bee
- Um Min-ji (rezerwowa)

| 2       | 3          | 4       | 6     | 7    | 8               | 10    | 11                | 12     |   |   |    |
| Japonia | Szwajcaria | Szwecja | Rosja |      | Wielka Brytania | Dania | Stany Zjednoczone | Kanada |   |   |    |
| 12:7    | 6:8        | 4:7     | 8:4   | 3:11 | 8:10            | 4:7   | 11:2              | 4:9    | 3 | 6 | 8. |

### Łyżwiarstwo figurowe

#### Kobiety
- Kim Hae-jin
- Kim Yu-na
- Park So-youn

| Konkurencja | Zawodniczki  | PK/TOr | PK/TOr  | PD/TD  | PD/TD   | Suma   | Suma    |
| Konkurencja | Zawodniczki  | Punkty | Miejsce | Punkty | Miejsce | Punkty | Miejsce |
| ----------- | ------------ | ------ | ------- | ------ | ------- | ------ | ------- |
| Solistki    | Kim Hae-jin  | 54.37  | 18.     | 95.11  | 17.     | 149.48 | 16.     |
| Solistki    | Kim Yu-na    | 74.92  | 1.      | 144.19 | 2.      | 219.11 | srebro  |
| Solistki    | Park So-youn | 49.14  | 23.     | 93.83  | 19.     | 142.97 | 21.     |

### Łyżwiarstwo szybkie

#### Mężczyźni
- Joo Hyong-jun
- Kim Cheol-min
- Kim Jun-ho
- Kim Tae-yun
- Lee Kang-seok
- Lee Kyou-hyeok
- Lee Seung-hoon
- Mo Tae-bum

| Zawodnik       | Konkurencja | Wyścig 1. | Wyścig 1. | Wyścig 2. | Wyścig 2. | Finał    | Finał   |
| Zawodnik       | Konkurencja | Czas      | Miejsce   | Czas      | Miejsce   | Czas     | Miejsce |
| -------------- | ----------- | --------- | --------- | --------- | --------- | -------- | ------- |
| Joo Hyong-jun  | 1500 m      | —         | —         | —         | —         | 1:48.59  | 29.     |
| Kim Cheol-min  | 5000 m      | —         | —         | —         | —         | 6:37.28  | 24.     |
| Kim Jun-ho     | 500 m       | 35.43     | 25.       | 35.42     | 21.       | 70.85    | 21.     |
| Kim Tae-yun    | 1000 m      | —         | —         | —         | —         | 1:10.81  | 30.     |
| Lee Kang-seok  | 500 m       | 35.45     | 26.       | 35.42     | 22.       | 70.87    | 22.     |
| Lee Kyou-hyeok | 500 m       | 35.16     | 12.       | 35.48     | 23.       | 70.65    | 18.     |
| Lee Kyou-hyeok | 1000 m      | —         | —         | —         | —         | 1:10.04  | 21.     |
| Lee Seung-hoon | 5000 m      | —         | —         | —         | —         | 6:25.61  | 12.     |
| Lee Seung-hoon | 10 000 m    | —         | —         | —         | —         | 13:11.68 | 4.      |
| Mo Tae-bum     | 500 m       | 34.84     | 4.        | 34.84     | 5.        | 69.68    | 4.      |
| Mo Tae-bum     | 1000 m      | —         | —         | —         | —         | 1:09.37  | 12.     |

| Zawodnicy                                  | Konkurencja    | Ćwierćfinał      | Półfinał         | Finał              | Finał   |
| Zawodnicy                                  | Konkurencja    | Przeciwnicy Czas | Przeciwnicy Czas | Przeciwnicy Czas   | Miejsce |
| ------------------------------------------ | -------------- | ---------------- | ---------------- | ------------------ | ------- |
| Joo Hyong-jun Kim Cheol-min Lee Seung-hoon | Bieg drużynowy | Rosja W 3:40.84  | Kanada W 3:42.32 | Holandia P 3:40.85 | srebro  |

#### Kobiety
- Kim Bo-reum
- Kim Hyun-yung
- Lee Bo-ra
- Lee Sang-hwa
- No Seon-yeong
- Park Seung-ju
- Yang Shin-young

| Konkurencja     | Zawodniczka | Wyścig 1. | Wyścig 1. | Wyścig 2. | Wyścig 2. | Finał   | Finał   |
| Konkurencja     | Zawodniczka | Czas      | Miejsce   | Czas      | Miejsce   | Czas    | Miejsce |
| --------------- | ----------- | --------- | --------- | --------- | --------- | ------- | ------- |
| Kim Bo-reum     | 1500 m      | —         | —         | —         | —         | 1:59.78 | 21.     |
| Kim Bo-reum     | 3000 m      | —         | —         | —         | —         | 4:12.08 | 13.     |
| Kim Hyun-yung   | 500 m       | 39.19     | 24.       | 39.04     | 24.       | 78.23   | 24.     |
| Kim Hyun-yung   | 1000 m      | —         | —         | —         | —         | 1:18.10 | 28.     |
| Lee Bo-ra       | 500 m       | 38.93     | 20.       | 38.82     | 21.       | 77.75   | 20.     |
| Lee Bo-ra       | 1000 m      | —         | —         | —         | —         | 1:57.49 | 35.     |
| Lee Sang-hwa    | 500 m       | 37.42     | 1.        | 37.28     | 1.        | 74.70   | złoto   |
| Lee Sang-hwa    | 1000 m      | —         | —         | —         | —         | 1:15.94 | 12.     |
| No Seon-yeong   | 1500 m      | —         | —         | —         | —         | 2:01.07 | 29.     |
| No Seon-yeong   | 3000 m      | —         | —         | —         | —         | 4:19.02 | 25.     |
| Park Seung-ju   | 500 m       | 39.207    | 26.       | 39.11     | 26.       | 78.31   | 26.     |
| Park Seung-ju   | 1000 m      | —         | —         | —         | —         | 1:18.94 | 31.     |
| Yang Shin-young | 1500 m      | —         | —         | —         | —         | 2:04.13 | 36.     |
| Yang Shin-young | 3000 m      | —         | —         | —         | —         | 4:23.67 | 27.     |

| Zawodniczki                               | Konkurencja    | Ćwierćfinał        | Półfinał           | Finał                           | Finał   |
| Zawodniczki                               | Konkurencja    | Przeciwniczki Czas | Przeciwniczki Czas | Przeciwniczki Czas              | Miejsce |
| ----------------------------------------- | -------------- | ------------------ | ------------------ | ------------------------------- | ------- |
| Kim Bo-reum No Seon-yeong Yang Shin-young | Bieg drużynowy | Japonia P 3:05.28  | NQ                 | O 7. miejsce Norwegia P 3:11.54 | 8.      |

### Narciarstwo alpejskie

#### Mężczyźni
- Jung Dong-hyun
- Kyung Sung-hyun
- Park Je-yun

| Konkurencja   | Zawodnik        | Zjazd 1. | Zjazd 1. | Zjazd 2. | Zjazd 2. | Suma    | Miejsce |
| Konkurencja   | Zawodnik        | Czas     | Miejsce  | Czas     | Miejsce  | Suma    | Miejsce |
| ------------- | --------------- | -------- | -------- | -------- | -------- | ------- | ------- |
| Slalom gigant | Jung Dong-hyun  | 1:26.72  | 44.      | 1:28.54  | 41.      | 2:55.26 | 41.     |
| Slalom gigant | Kyung Sung-hyun | 1:34.03  | 66.      | 1:41.17  | 70.      | 3:15.20 | 66.     |
| Slalom gigant | Park Je-yun     | DNF      | DNF      | DNF      | DNF      | DNF     | DNF     |
| Slalom        | Jung Dong-hyun  | DNF      | DNF      | DNF      | DNF      | DNF     | DNF     |
| Slalom        | Kyung Sung-hyun | DNF      | DNF      | DNF      | DNF      | DNF     | DNF     |
| Slalom        | Park Je-yun     | DNF      | DNF      | DNF      | DNF      | DNF     | DNF     |

#### Kobiety
- Gim So-hui
- Kang Young-seo

| Konkurencja   | Zawodniczka    | Zjazd 1. | Zjazd 1. | Zjazd 2. | Zjazd 2. | Suma    | Miejsce |
| Konkurencja   | Zawodniczka    | Czas     | Miejsce  | Czas     | Miejsce  | Suma    | Miejsce |
| ------------- | -------------- | -------- | -------- | -------- | -------- | ------- | ------- |
| Slalom gigant | Gim So-hui     | 1:31.47  | 59.      | 1:30.36  | 52.      | 3:01.83 | 53.     |
| Slalom        | Gim So-hui     | DNF      | DNF      | DNF      | DNF      | DNF     | DNF     |
| Slalom        | Kang Young-seo | 1:18.84  | 59.      | 1:17.61  | 49.      | 2:36.45 | 49.     |

### Narciarstwo dowolne

#### Mężczyźni
- Choi Jae-woo
- Kim Kwang-jin

| Konkurencja | Zawodnik      | Kwalifikacje | Kwalifikacje | Finały | Finały  |
| Konkurencja | Zawodnik      | Wynik        | Miejsce      | Wynik  | Miejsce |
| ----------- | ------------- | ------------ | ------------ | ------ | ------- |
| Halfpipe    | Kim Kwang-jin | 45.40, 34.40 | 25.          | NQ     | NQ      |

| Konkurencja      | Zawodnik     | Kwalifikacje | Kwalifikacje | Kwalifikacje | Kwalifikacje | Finały     | Finały     | Finały     | Finały     | Finały     | Finały     |
| Konkurencja      | Zawodnik     | Przejazd 1   | Przejazd 1   | Przejazd 2   | Przejazd 2   | Przejazd 1 | Przejazd 1 | Przejazd 2 | Przejazd 2 | Przejazd 3 | Przejazd 3 |
| Konkurencja      | Zawodnik     | Wynik        | Miejsce      | Wynik        | Miejsce      | Wynik      | Miejsce    | Wynik      | Miejsce    | Wynik      | Miejsce    |
| ---------------- | ------------ | ------------ | ------------ | ------------ | ------------ | ---------- | ---------- | ---------- | ---------- | ---------- | ---------- |
| Jazda po muldach | Choi Jae-woo | 20.56        | 15.          | 21.90        | 2.           | 22.11      | 10.        | DNF        | DNF        | NQ         | NQ         |

#### Kobiety
- Park Hee-jin
- Seo Jee-won
- Seo Jung-hwa

| Konkurencja | Zawodniczka  | Kwalifikacje | Kwalifikacje | Finały | Finały  |
| Konkurencja | Zawodniczka  | Wynik        | Miejsce      | Wynik  | Miejsce |
| ----------- | ------------ | ------------ | ------------ | ------ | ------- |
| Halfpipe    | Park Hee-jin | 42.40, 20.40 | 21.          | NQ     | NQ      |

| Konkurencja      | Zawodniczka  | Kwalifikacje | Kwalifikacje | Kwalifikacje | Kwalifikacje | Finały     | Finały     | Finały     | Finały     | Finały     | Finały     |
| Konkurencja      | Zawodniczka  | Przejazd 1   | Przejazd 1   | Przejazd 2   | Przejazd 2   | Przejazd 1 | Przejazd 1 | Przejazd 2 | Przejazd 2 | Przejazd 3 | Przejazd 3 |
| Konkurencja      | Zawodniczka  | Wynik        | Miejsce      | Wynik        | Miejsce      | Wynik      | Miejsce    | Wynik      | Miejsce    | Wynik      | Miejsce    |
| ---------------- | ------------ | ------------ | ------------ | ------------ | ------------ | ---------- | ---------- | ---------- | ---------- | ---------- | ---------- |
| Jazda po muldach | Seo Jee-won  | 15.95        | 24.          | 15.40        | 13.          | NQ         | NQ         | NQ         | NQ         | NQ         | NQ         |
| Jazda po muldach | Seo Jung-hwa | DNS          | DNS          | 14.16        | 14.          | NQ         | NQ         | NQ         | NQ         | NQ         | NQ         |

### Saneczkarstwo
- Cho Jung-myung
- Kim Dong-hyeon
- Park Jin-yong
- Sung Eun-ryung

| Konkurencja      | Zawodnik                                                   | 1. przejazd | 1. przejazd | 2. przejazd | 2. przejazd | 3. przejazd | 3. przejazd | 4. przejazd | 4. przejazd | Suma     | Suma    |
| Konkurencja      | Zawodnik                                                   | Czas        | Miejsce     | Czas        | Miejsce     | Czas        | Miejsce     | Czas        | Miejsce     | Czas     | Miejsce |
| ---------------- | ---------------------------------------------------------- | ----------- | ----------- | ----------- | ----------- | ----------- | ----------- | ----------- | ----------- | -------- | ------- |
| Jedynki mężczyzn | Kim Dong-hyeon                                             | 54.207      | 36.         | 54.603      | 36.         | 53.795      | 34.         | 53.780      | 37.         | 3:36.385 | 35.     |
| Dwójki mężczyzn  | Cho Jung-myung Park Jin-yong                               | 51.643      | 18.         | 51.475      | 17.         | —           | —           | —           | —           | 1:43.118 | 18.     |
| Jedynki kobiet   | Sung Eun-ryung                                             | 52.173      | 30.         | 51.960      | 31.         | 52.486      | 31.         | 52.124      | 29.         | 3:28.743 | 29.     |
| Sztafeta         | Cho Jung-myung Kim Dong-hyeon Park Jin-yong Sung Eun-ryung | 56.174      | 12.         | 57.986      | 12.         | 58.469      | 11.         | —           | —           | 2:52.629 | 12.     |

### Short track

#### Mężczyźni
- Kim Yun-jae
- Lee Han-bin
- Lee Ho-suk
- Park Se-yeong
- Sin Da-woon

| Zawodnik                                                     | Konkurencja | Bieg     | Bieg    | Ćwierćfinał | Ćwierćfinał | Półfinał | Półfinał | Finał    | Finał   |
| Zawodnik                                                     | Konkurencja | Czas     | Miejsce | Czas        | Miejsce     | Czas     | Miejsce  | Czas     | Miejsce |
| ------------------------------------------------------------ | ----------- | -------- | ------- | ----------- | ----------- | -------- | -------- | -------- | ------- |
| Sin Da-woon                                                  | 1000 m      | 1:25.893 | 2. Q    | 1:24.215    | 1. Q        | 1:25.564 | 2. FA    | DSQ      | 7.      |
| Sin Da-woon                                                  | 1500 m      | 2:15.530 | 1. Q    | —           | —           | 2:52.061 | 4. FB    | 2:22.066 | 10.     |
| Lee Han-bin                                                  | 500 m       | 41.982   | 2. Q    | 41.471      | 3.          | NQ       | NQ       | NQ       | 11.     |
| Lee Han-bin                                                  | 1000 m      | 1:26.502 | 1. Q    | 1:24.444    | 1. Q        | DSQ      | DSQ      | NQ       | 8.      |
| Lee Han-bin                                                  | 1500 m      | 2:16.412 | 1. Q    | —           | —           | 3:11.810 | 5. FA    | 2:16.466 | 6.      |
| Park Se-yeong                                                | 500 m       | 41.566   | 1. Q    | DSQ         | DSQ         | NQ       | NQ       | NQ       | 14.     |
| Park Se-yeong                                                | 1500 m      | 2:21.087 | 3. Q    | —           | —           | 2:16.241 | 3. FB    | DSQ      | 13.     |
| Lee Han-bin Lee Ho-suk Kim Yun-jae Park Se-yeong Sin Da-woon | Sztafeta    | —        | —       | —           | —           | 6:48.206 | 3. FB    | 6:43.921 | 7.      |

#### Kobiety
- Cho Ha-ri
- Kim A-lang
- Kong Sang-jeong
- Park Seung-hi
- Shim Suk-hee

| Zawodniczka                                                     | Konkurencja | Bieg     | Bieg    | Ćwierćfinał | Ćwierćfinał | Półfinał | Półfinał | Finał    | Finał   |
| Zawodniczka                                                     | Konkurencja | Czas     | Miejsce | Czas        | Miejsce     | Czas     | Miejsce  | Czas     | Miejsce |
| --------------------------------------------------------------- | ----------- | -------- | ------- | ----------- | ----------- | -------- | -------- | -------- | ------- |
| Cho Ha-ri                                                       | 1500 m      | 2:27.629 | 1. Q    | —           | —           | DSQ      | DSQ      | NQ       | 19.     |
| Kim A-lang                                                      | 500 m       | 43.919   | 2. Q    | 43.673      | 3.          | NQ       | NQ       | NQ       | 10.     |
| Kim A-lang                                                      | 1000 m      | 1:31.640 | 1. Q    | 1:32.154    | 3.          | NQ       | NQ       | NQ       | 10.     |
| Kim A-lang                                                      | 1500 m      | 2:22.864 | 2. Q    | —           | —           | 2:22.928 | 2. FA    | DSQ      | 13.     |
| Park Seung-hi                                                   | 500 m       | 44.180   | 1. Q    | 43.392      | 1. Q        | 43.611   | 1. FA    | 54.207   | brąz    |
| Park Seung-hi                                                   | 1000 m      | 1:31.883 | 1. Q    | 1:30.801    | 2. Q        | 1:30.182 | 1. FA    | 1:30.761 | złoto   |
| Shim Suk-hee                                                    | 500 m       | 44.197   | 2. Q    | 43.572      | 4.          | NQ       | NQ       | NQ       | 14.     |
| Shim Suk-hee                                                    | 1000 m      | 1:31.046 | 1. Q    | 1:29.356    | 1. Q        | 1:31.237 | 1. FA    | 1:31.027 | brąz    |
| Shim Suk-hee                                                    | 1500 m      | 2:24.765 | 1. Q    | —           | —           | 2:18.966 | 2. FA    | 2:19.239 | srebro  |
| Cho Ha-ri Kim A-lang Kong Sang-jeong Park Seung-hi Shim Suk-hee | Sztafeta    | —        | —       | —           | —           | 4:08.052 | 1. FA    | 4:09.498 | złoto   |

### Skeleton

#### Mężczyźni
- Lee Han-sin
- Yun Sung-bin

| Konkurencja    | Zawodnik     | 1. przejazd | 1. przejazd | 2. przejazd | 2. przejazd | 3. przejazd | 3. przejazd | 4. przejazd | 4. przejazd | Suma    | Suma    |
| Konkurencja    | Zawodnik     | Czas        | Miejsce     | Czas        | Miejsce     | Czas        | Miejsce     | Czas        | Miejsce     | Czas    | Miejsce |
| -------------- | ------------ | ----------- | ----------- | ----------- | ----------- | ----------- | ----------- | ----------- | ----------- | ------- | ------- |
| Ślizg mężczyzn | Lee Han-sin  | 58.41       | 25.         | 58.12       | 22.         | 58.64       | 24.         | NQ          | NQ          | 2:55.17 | 24.     |
| Ślizg mężczyzn | Yun Sung-bin | 57.54       | 15.         | 57.02       | 9.          | 57.90       | 20.         | 57.11       | 15.         | 3:49.57 | 16.     |

### Skoki narciarskie

#### Mężczyźni
- Choi Heung-chul
- Choi Seou
- Kang Chil-ku
- Kim Hyun-ki

| Konkurencja       | Zawodnik                                           | Kwalifikacje | Kwalifikacje | Kwalifikacje | Runda 1.  | Runda 1. | Runda 1. | Runda 2.  | Runda 2. | Runda 2. | Suma   | Suma    |
| Konkurencja       | Zawodnik                                           | Odległość    | Punkty       | Miejsce      | Odległość | Punkty   | Miejsce  | Odległość | Punkty   | Miejsce  | Punkty | Miejsce |
| ----------------- | -------------------------------------------------- | ------------ | ------------ | ------------ | --------- | -------- | -------- | --------- | -------- | -------- | ------ | ------- |
| Skocznia normalna | Choi Heung-chul                                    | 90.0         | 105.9        | 34. Q        | 95.0      | 109.1    | 42.      | NQ        | NQ       | NQ       | NQ     | NQ      |
| Skocznia normalna | Choi Seou                                          | 96.5         | 113.7        | 18. Q        | 95.0      | 116.2    | 33.      | NQ        | NQ       | NQ       | NQ     | NQ      |
| Skocznia normalna | Kang Chil-ku                                       | 89.0         | 99.3         | 42.          | NQ        | NQ       | NQ       | NQ        | NQ       | NQ       | NQ     | NQ      |
| Skocznia normalna | Kim Hyun-ki                                        | 96.0         | 114.4        | 16. Q        | 92.5      | 109.2    | 41.      | NQ        | NQ       | NQ       | NQ     | NQ      |
| Skocznia duża     | Choi Heung-chul                                    | 116.0        | 88.6         | 37. Q        | 121.5     | 99.0     | 44.      | NQ        | NQ       | NQ       | NQ     | NQ      |
| Skocznia duża     | Choi Seou                                          | 117.0        | 97.7         | 29. Q        | 122.0     | 106.4    | 39.      | NQ        | NQ       | NQ       | NQ     | NQ      |
| Skocznia duża     | Kang Chil-ku                                       | 104.5        | 78.8         | 45.          | NQ        | NQ       | NQ       | NQ        | NQ       | NQ       | NQ     | NQ      |
| Skocznia duża     | Kim Hyun-ki                                        | 111.0        | 80.3         | 44.          | NQ        | NQ       | NQ       | NQ        | NQ       | NQ       | NQ     | NQ      |
| Drużynowo         | Choi Heung-chul Choi Seou Kang Chil-ku Kim Hyun-ki | —            | —            | —            | 476.5     | 402.0    | 11.      | NQ        | NQ       | NQ       | NQ     | NQ      |

### Snowboard

#### Mężczyźni
- Kim Ho-jun
- Kim Sang-kyum
- Lee Kwang-ki
- Shin Bong-shik

| Konkurencja              | Zawodnik       | Kwalifikacje | Kwalifikacje    | 1/8 finału      | Ćwierćfinał     | Półfinał        | Finał           | Finał                |
| Konkurencja              | Zawodnik       | Wynik        | Przeciwnik Czas | Przeciwnik Czas | Przeciwnik Czas | Przeciwnik Czas | Przeciwnik Czas | Klasyfikacja końcowa |
| ------------------------ | -------------- | ------------ | --------------- | --------------- | --------------- | --------------- | --------------- | -------------------- |
| Slalom gigant równoległy | Kim Sang-kyum  | 1:40.27      | 17.             | NQ              | NQ              | NQ              | NQ              | NQ                   |
| Slalom gigant równoległy | Shin Bong-shik | 1:43.43      | 26.             | NQ              | NQ              | NQ              | NQ              | NQ                   |
| Slalom równoległy        | Kim Sang-kyum  | 1:02.35      | 26.             | NQ              | NQ              | NQ              | NQ              | NQ                   |
| Slalom równoległy        | Shin Bong-shik | 1:00.32      | 23.             | NQ              | NQ              | NQ              | NQ              | NQ                   |

| Konkurencja | Zawodnik     | Kwalifikacje | Kwalifikacje | Półfinały | Półfinały | Finały | Finały  |
| Konkurencja | Zawodnik     | Wynik        | Miejsce      | Wynik     | Miejsce   | Wynik  | Miejsce |
| ----------- | ------------ | ------------ | ------------ | --------- | --------- | ------ | ------- |
| Halfpipe    | Kim Ho-jun   | 61.75, 20.00 | 14.          | NQ        | NQ        | NQ     | NQ      |
| Halfpipe    | Lee Kwang-ki | 27.00, 69.50 | 11.          | NQ        | NQ        | NQ     | NQ      |